# Sheridan Le Fanu
Joseph Sheridan Le Fanu (Dublino, 28 agosto 1814 – Dublino, 7 febbraio 1873) è stato uno scrittore irlandese, ricordato soprattutto per le sue storie di fantasmi e di paranormale.

## Biografia

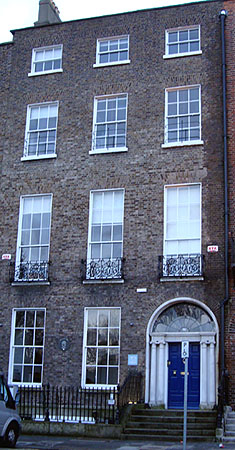
Casa Sheridan Le Fanu, Merrion Square, Dublino.

Joseph Sheridan Le Fanu nacque a Dublino nel 1814, figlio di Thomas Le Fanu e di Emma Dobbin. Nel 1826 la famiglia si trasferisce ad Abington, Limerick, dove il padre è nominato rettore di Emly.
Nel 1832 intraprende gli studi giuridici al Trinity College di Dublino, dove si laurea in giurisprudenza. Sei anni dopo viene pubblicato un suo racconto, The Ghost and the Bonesetter, nel Dublin University Magazine.
Nel 1841 muore la sua amata sorella Catherine. Le Fanu incomincerà a mostrare segni di depressione e malinconia.
Nel dicembre 1843 sposa Susan Bennet, sorella di un avvocato irlandese. Avranno quattro figli: Eleanor (1845), Emma (1846), Thomas Philip (1847) e George Brinsley (1854). Nel 1856 la famiglia si trasferisce al 18 (oggi 70) di Merrion Square, nel centro della città.
Dopo la morte dell'amata moglie nel 1858, Le Fanu si chiude ancora di più in se stesso. Nel frattempo l'avvocato irlandese continua a scrivere romanzi e racconti, prediligendo il genere del soprannaturale.
Muore nel 1873 per un attacco di bronchite; è sepolto nel cimitero di Mount Jerome accanto all'amatissima moglie.

## Opera letteraria
La produzione di Le Fanu è particolarmente vasta. Lo scrittore irlandese ha realizzato diversi romanzi e racconti. Molti dei suoi scritti sono ancora inediti in Italia. L'importanza di Le Fanu nella narrativa fantastica è dovuta alla creazione di almeno tre sotto-filoni letterari.
- Crea il genere degli "investigatori dell'occulto". Le cinque storie della sua antologia In a Glass Darkly[1] hanno infatti come filo conduttore il dottor Hesselius, che affronta vari casi al limite del paranormale con spirito analitico, individuandone le eventuali implicazioni soprannaturali. A continuare questo filone letterario, i personaggi di Carnacki ideato da William Hope Hodgson, "l'Antiquario" di Montague Rhodes James, John Silence di Algernon Blackwood e Gideon Fell di John Dickson Carr.
- Ispirato dal folklore della sua terra natale, l'Irlanda, Le Fanu è autore di una saga che potrebbe essere denominata Sopravvivenza degli dèi antichi (gnomi, fate, mostri leggendari, unicorni tra i tanti). Gran parte di queste storie sono presentate come resoconti dell'ecclesiastico padre Purcell: un espediente narrativo che dà un velo documentaristico a questa sua produzione. Il gallese Arthur Machen si ispirò a queste opere di Le Fanu, per le sue storie tra paganesimo e cristianesimo.
- Le Fanu è tra i primi a riportare il mito del vampiro nel suo luogo d'origine con il racconto Carmilla. La vampira protagonista dell'opera è un personaggio complesso, una creatura saffica e morbosa che racchiude in sé tratti di una lunga tradizione di vampiri letterari, dalla Christabel di Samuel Taylor Coleridge (1801 -1816) a Il vampiro di John William Polidori (1819), e anticipa il Dracula di Bram Stoker.

## Opere

### Racconti e antologie
- The ghost and the bone-setter (1838, Lo spettro e il conciaossa, primo racconto ad essere pubblicato su una rivista)
- The fortunes of Sir Robert Ardagh (1838, racconto)
- The last heir of Castle Connor (1838, racconto)
- Strange Event in the Life of Schalken the Painter (1839, tradotto come Schalken il pittore, racconto)
- Chronicles of Golden Friars (1871, antologia in tre volumi)
- In a Glass Darkly (1872, antologia)
- The Purcell Papers (1880, antologia postuma).
- The Watcher and other weird stories (1894, antologia postuma)
- Madam Crowl's Ghost and other tales of mystery (1923, Il fantasma della signora Crowl, antologia postuma)

### Romanzi e racconti
- The Cock and the Anchor (1845, romanzo storico ambientato nella Dublino del XVIII secolo)
- The fortunes of Colonel Torlogh O'Brien (1847, romanzo storico)
- The House by the Churchyard (1863, romanzo in parte autobiografico pubblicato periodicamente sul Dublin University Magazine')
- Uncle Silas (1864, "Lo zio Silas", anche conosciuto come "La cugina assassinata", romanzo thriller)
- The revenge of the lake ("La vendetta del lago", romanzo)
- Carmilla (1872,"Carmilla", racconto horror)
- Green tea ("Tè verde", racconto)

### Ciclo del dr. Martin Hesselius
- The room in the Dragon Volant ("La locanda del Dragone Volante", romanzo)
- Green tea
- The familiar ("Il diavolo custode", racconto)
- Mr. Justice Harbottle ("Il giudice Harbottle", racconto)
- Carmilla
- The strange case happened in Augier Street oppure An account of some strange disturbances in Augier Street ("Lo strano caso avvenuto in Augier Street", racconto)
- The fortunes of sir Robert Ardagh ("Il destino di sir Robert Ardagh", racconto)
- Dickon the devil ("Dickon il diavolo", racconto)

## Principali traduzioni italiane
- Avventure di fantasmi, trad. Roberta Rambelli, Garzanti, Milano 1966; poi TEA, Milano 1991
- Carmilla, traduzione e nota di Attilio Brilli, Sellerio, Palermo 1980
- Tè verde. Storie di fantasmi indiscreti, prefazione di Guido Almansi, trad. di Attilio Brilli e Piera Sestini, Serra e Riva, Milano 1982
- La locanda del Drago Volante, prefazione di Guido Almansi, trad. di Piera Sestini, Serra e Riva, Milano 1982
- I misteri di padre Purcell, a cura di Giuseppe Lippi, Oscar Mondadori, Milano 1987
- L'inseguitore, a cura di Malcolm Skey, traduzione di Ottavio Fatica, Theoria, Roma-Napoli 1988
- Guy Deverell, Bariletti, Roma 1990
- Racconti del soprannaturale, a cura di Malcolm Skey, Theoria, Roma-Napoli 1990
- Il gatto bianco di Drumgunniol, trad. di D. Springle, Mursia, Milano 1992
- Lady Glenfallen. Storia di una famiglia della contea di Tyrone, introd. di Gaetano D'Elia, trad. di Adriana Belviso, Tascabili universali Ladisa, Bari 1992
- Tre casi del dr. Hesselius, a cura di Gianni Pilo e Sebastiano Fusco, TEN, Roma 1994
- Il gatto di Drumgunniol e altri racconti, introd. di Franca Ruggieri, trad. di Cristiano Felice, Edisud, Salerno 1995
- Tra fantasmi e vampiri, a cura di Gianni Pilo, Newton & Compton, Roma 1997
- Carmilla, a cura di Sandro Melani, Marsilio, Venezia 1999
- Carmilla, introd. di Valerio Evangelisti, trad. di Annalisa Di Liddo; Fanucci, Roma 2004
- Il destino di sir Robert Ardagh e altre storie del soprannaturale, Costa & Nolan, Milano 2006
- Lo zio Silas. Una storia di Bartram-Haugh, pref. di Sandro Melani, trad. di Annarita Guarnieri, Gargoyle, Roma 2008
- Carmilla e altri racconti di fantasmi e vampiri, a cura di Gianni Pilo, Newton Compton, Roma 2009
- L'ospite maligno. La stanza al Dragon Volant, Gargoyle, Roma 2009
- Carmilla la vampira, traduzione e cura di Fabio Giovannini, Stampa alternativa, Viterbo 2011
- Un oscuro scrutare, Miraviglia, Reggio Emilia 2011
- La versione del peccatore, traduzione Dafne Munro, Palermo, Urban Apnea Edizioni, 2015
- La storia segreta di una contessa irlandese, traduzione di Valentina Pesci. ABE Editore, 2020

## Filmografia
- Shamus O'Brien di Otis Turner (1912)